# 애덤 존스 (음악가)
애덤 존스(Adam Thomas Jones, 1965년 1월 15일 ~ )는 미국의 기타리스트로, 툴의 일원으로 활동하고 있다.